# Razarači klase Hatsuyuki
Klasa Hatsuyuki je klasa japanskih razarača naoružanih vođenim projektilima. Klasa je nasljednik razarača klase Yamagumo. Klasu Hatsuyuki čini 12 razarača izgrađenih u razdoblju od 1979. do 1986. godine. Svih 12 brodova su u operativnoj uporabi japanske ratne mornarice. Brod ima sletnu palubu za jedan Mitsubishi H-60 helikopter. Klasu Hatsuyuki naslijedili su razarači klase Asagiri.
| Oznaka | Naziv     | Kobilica položena  | Porinut             | Stavljen u uporabu | Matična luka |
| ------ | --------- | ------------------ | ------------------- | ------------------ | ------------ |
| DD-122 | Hatsuyuki | 14. ožujka 1979.   | 7. studenog 1980.   | 23. ožujka 1982.   | Yokosuka     |
| DD-123 | Shirayuki | 3. prosinca 1979.  | 4. kolovoza 1981.   | 8. veljače 1982.   | Yokosuka     |
| DD-124 | Mineyuki  | 7. svibnja 1981.   | 19. listopada 1982. | 26. siječnja 1984. | Maizuru      |
| DD-125 | Sawayuki  | 22. travnja 1981.  | 21. lipnja 1982.    | 15. veljače 1984.  | Yokosuka     |
| DD-126 | Hamayuki  | 4. veljače 1981.   | 27. svibnja 1982.   | 18. studenog 1983. | Maizuru      |
| DD-127 | Isoyuki   | 20. travnja 1982.  | 19. rujna 1983.     | 23. siječnja 1985. | Sasebo       |
| DD-128 | Haruyuki  | 11. ožujka 1982.   | 6. rujna 1983.      | 14. ožujka 1985.   | Sasebo       |
| DD-129 | Yamayuki  | 25. veljače 1983.  | 10. srpnja 1984.    | 3. prosinca 1985.  | Kure         |
| DD-130 | Matsuyuki | 7. travnja 1983.   | 25. listopada 1984. | 19. ožujka 1986.   | Kure         |
| DD-131 | Setoyuki  | 26. siječnja 1984. | 3. srpnja 1985.     | 11. prosinca 1986. | Kure         |
| DD-132 | Asayuki   | 22. prosinca 1983. | 16. listopada 1985. | 20. veljače 1987.  | Sasebo       |
| DD-133 | Shimayuki | 8. svibnja 1984.   | 29. siječnja 1986.  | 17. veljače 1987.  | Kure         |

## Vanjske poveznice
- Globalsecurity.org - klasa Hatsuyuki